# Disney Jr.
Disney Jr. (voorheen: Playhouse Disney, Disney Junior) is een digitale Nederlandstalige televisiezender voor jonge kinderen en hun ouders in het bezit van The Walt Disney Company. Het doel van de zender is spelenderwijs leren rekenen, Nederlands leren en vormen herkennen.
Naast het tv-kanaal Disney Junior is er ook een Disney Junior-blok (Disney Junior was voorheen Playhouse Disney) doordeweeks van 6.00 tot 10.00 uur op Disney Channel Nederland en Vlaanderen. En in het weekend van 6.00 tot 8.30 uur.

## Introductietijdlijn
Disney Jr. start als Playhouse Disney op 3 mei 2010 als digitale zender bij UPC in het Kidszone-pakket.
Playhouse Disney is vanaf 22 juni 2010 ook bij Telenet te zien.
Op 1 september 2011 wordt Playhouse Disney omgedoopt tot Disney Junior en vanaf dan is Disney Junior ook bij Belgacom TV te zien.
Vanaf 10 september 2011 is Disney Junior ook bij Ziggo te zien in het pakket TV Extra.
Vanaf 2 juli 2014 is Disney Junior ook bij KPN Interactieve TV beschikbaar. Bij de dochterondernemingen Telfort en XS4ALL wordt de televisiezender ook op respectievelijk 1 en 2 juli geïntroduceerd.
Vanaf 1 juli 2015 komen Disney Channel HD, Disney XD 24 en Disney Junior bij Caiway beschikbaar.
Op 1 april 2019 stopte Disney Junior met uitzenden in Nederland, in Vlaanderen bleef de zender wel actief.
Op 1 juni 2024 werd de naam opnieuw aangepast, naar het huidige Disney Jr.
Op 1 mei 2025 keert Disney Jr. terug naar Nederland, waar het Disney XD vervangt.

## Programmering
- Bluey
- Jake en de Nooitgedachtlandpiraten
- Winnie the Pooh
- Carsclub
- Toy Story
- Imagination Movers
- Special Agent Oso
- Chuggington
- Clifford, de Grote Rode Hond
- Mickey Mouse Clubhuis
- Handy Manny
- Jungle Junction
- Art Attack
- Kleine Einsteins
- Timon & Pumbaa
- Jungle Cubs
- Aladdin
- The Little Mermaid
- De Leeuwenwacht
- Big Block Singsong
- Trulli Tales
- Konijn en muis (My Friend Rabbit)